# Ein Yahav
Ein Yahav, även skrivet ‘En Yahav, (hebreiska: עין יהב) är en ort i Israel.   Den ligger i distriktet Södra distriktet, i den södra delen av landet. Antalet invånare är 623.
Terrängen runt ‘En Yahav är lite kuperad. Runt ‘En Yahav är det ganska glesbefolkat, med 21 invånare per kvadratkilometer. ‘En Yahav är det största samhället i trakten. Trakten runt ‘En Yahav är ofruktbar med lite eller ingen växtlighet.